# Суперлиходій

Суперлиходій Норман Верджил Озборн і його альтер еґо Зелений Гоблін (на фоні)

Суперлиході́й, або суперзлоді́й (англ. Supervillain) — вид типового негативного персонажа зі злими намірами, лиходій, що зазвичай фігурує в американських коміксах та їх екранізаціях, деяких фільмах-бойовиках та науковій фантастиці. Як правило, вони є головними ворогами супергероїв і також володіють надприродними здібностями.
Суперлиходії часто зображуються контрастними на фоні героїв, щоб представляти їм грізний виклик. У випадках, коли лиходій не наділений надлюдськими, містичними або іншопланетними силами, він може мати геніальний інтелект або набір навичок, що дозволяють йому нарівні протистояти героєві. Серед інших типових рис почуття власної переваги над іншими людьми та значні ресурси задля досягнення власних планів. Деякі лиходії мають власну психологію чи мотивацію, які роблять їх більш людяними, показуючи чому вони стали на шлях зла. Багато суперзлодіїв натхненні справжніми людьми — світовими диктаторами, бандитами, божевільними вченими, мисливцями за трофеями, корумпованими бізнесменами, серійними вбивцями і терористами.

## Походження

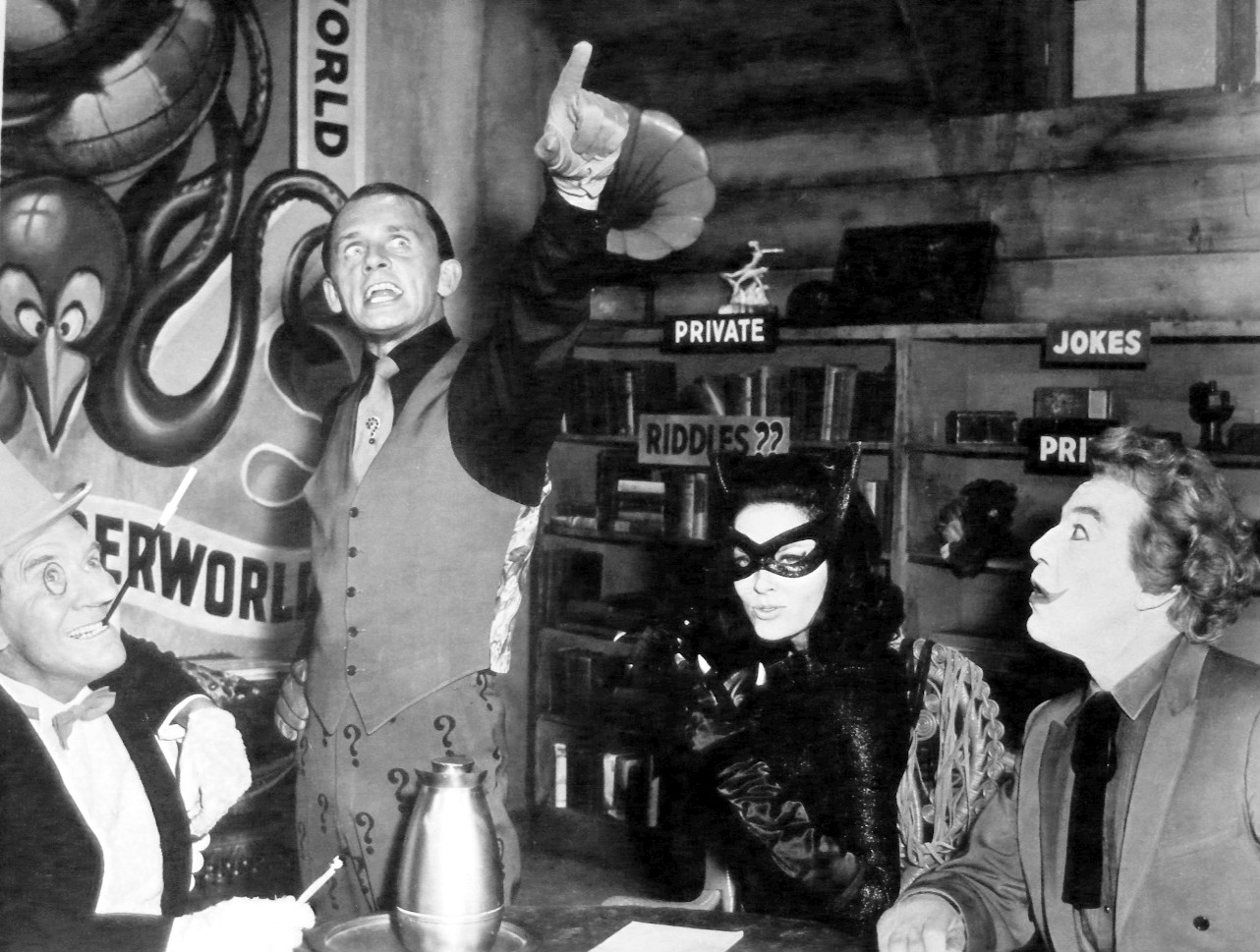
Суперлиходії з фільму та подальшого телесеріалу «Бетмен» 1966 року. Зліва-направо: Пінгвін, Загадник, Жінка-кішка, Джокер.

Образ суперлиходія витікає з літературних творів XIX століття, зокрема «Джон Девіл» (англ. John Devil) 1862 року за авторством французького письменника Поля Феваля. У своєму документальному проєкті A Study in Sherlock Стівен Моффат і Марк Ґетісс визначили професора Моріарті як одного з перших суперлиходіїв, адже він теж застосовував геніальний інтелект і дедукцію, перевищуючи можливості звичайної людини і представляючи серйозну загрозу для протагоніста історії, Шерлока Холмса. Фу Манчу, антагоніст повістей Сакса Ромера, мав типові риси сучасних суперзлодіїв, такі як: прагнення до світового панування, власне зловісне лігво і тематика вишуканих, точно пророблених злочинів. Роботи Ромера вплинули на Яна Флемінга, що є автором серії романів про Джеймса Бонда. Ернст Ставро Блофельд, архіворог Бонда, відомий своєю загадковістю, популяризував образ суперлиходія у кіно. Він же став приводом для численних пародій — Доктор Кіготь з мультсеріалу «Інспектор Гаджет», Доктор Зло з серії фільмів про Остіна Паверса та дельфін Доктор Бловхоул з мультсеріалу «Пінгвіни Мадагаскару».
Першим костюмованим суперзлодієм став Блискавка з кіносеріалу 1938 року «Бойові бісові пси» (англ. The Fighting Devil Dogs). Існує версія, що саме він послужив натхненням під час створення Дарта Вейдера для «Зоряних війн».
Ультра-Гуманіт став першим регулярним ворогом Супермена (ще до появи Лекса Лютора) й одним з перших суперлиходіїв в американських коміксах.

## Спільні риси
Хоча кожен суперлиходій унікальний, більшість з них володіють подібними рисами, як-от:
- Надзвичайні сили і здібності, схожі на супергеройські. Зазвичай їхнє отримання відбувається внаслідок дослідження науки, а не випадковості, як у супергероїв (порівняти тільки Зеленого гобліна та Людину-павука). Багато лиходіїв обходяться без надсил, натомість застосовуючи свій розум і ресурси.
- Постійний ворог або вороги. Суперлиходії завжди прив'язані до певного супергероя, але є й ті, що протистоять різним персонажам чи навіть командам.
- Тематика злочинів. Для Загадника це головоломки, а для Містеріо — ілюзії та кінематографічні спецефекти. Більшість таких тематичних лиходіїв вперто зберігають свій стиль, навіть коли це здається непрактичним або смішним для інших.
- Зловісні лігва, місцеположення яких приховане від поліції та громадськості. Хоча деякі злодії досить відкриті, ведучи звичний міський ритм життя. Доктор Дум знаходиться у своєму замку в Латверії, якою він править, Лекс Лютор і Норман Озборн мають будівлі LexCorp і Oscorp відповідно, де розміщені дослідницькі центри і лабораторії. Інші ж персонажі є кочівниками без бази операцій.
- Історія походження, що пояснює як персонаж став на бік зла. Вона зазвичай передбачає певну трагедію. Для деяких суперлиходіїв це минула дружба з героєм. Найбільш поширеними джерелами є незгода з системою, психічні хвороби або жорстоке поводження у дитинстві.
- Багато персонажів об'єднуються в команди, але більшість з них, на відміну від супергеройських, не є такими довговічними. Деякі лиходії є полководцями могутніх армій, наприклад Дарт Вейдер, Учіха Мадара і Саурон.
- Бажання влади над світом, а іноді й усім Всесвітом.
- Соціопатична поведінка, загальна закритість і відлюдькуватість.
- Відмова приймати відповідальність за особисті помилки, віддаючи її своїм підданим чи звинувачуючи в цьому суспільство.
- Сильна, іноді маніакальна, прихильність до своєї злочинної діяльності. Таким чином, лиходій може піти на злочин одразу після втечі з в'язниці чи одужування після травм.
- Зазвичай ворогування суперлиходія і героя є битвою розуму проти сили, але зустрічаються і протистояння розумів, і протистояння двох сил.

## Основні типи
Загалом можна виділити кілька основних типів характерів суперлиходіїв, які також можуть поєднуватися в одному персонажі:
- Месник — основною ціллю є помста головному героєві, або суспільству взагалі. Це може бути зумовлено неналежним поводженням у юному віці, чи через трагічний випадок. Так, наприклад, Кінґпін став гангстером внаслідок знущань над ним через ожиріння. Містер Фріз мстить людству за трагічну долю його дружини, яку не вдалося врятувати. Магнето протистоїть гнобленню, що він теж зазнавав у нацистських концтаборах.
- Полеглий — спочатку персонаж був хорошим, але внаслідок певної трагедії, що знищив їхню віру в ідеали, перейшов на бік зла. Яскравим прикладом є Дарт Вейдер, що спершу був джедаєм, але з метою врятувати дружину і всіх навколо прийняв темний бік Сили. Тим не менш, вони можуть стати знову героями. (інші приклади: Кайло Рен, Доктор Восьминіг, Локі, Зимовий солдат, Кіллмонгер, Сінестро)
- Темний лорд — майже всемогутній володар певного королівства чи армії, що прагне домінувати над Землею, іншими планетами чи усім Всесвітом. Їх можна порівняти з тоталітарними диктаторами. Зображуються холоднокровними, мудрими і безпощадними тактиками. (Саурон, Імператор Палпатін, Учіха Мадара, Колосальний титан, Кренг, Меґатрон)
- Божевільний винахідник —  використовує свій геніальний розум для створення винаходів і шкоди людству. (див. Божевільний науковець) (Доктор Еґман, Орочімару, Доктор Дум, Лекс Лютор, Апокаліпсис, Канг Завойовник, Доктор Сівана)
- Звір — перетворюється у чудовиська, не в змозі контролювати свою дикість. Іноді звірина і раціональна сторони особистості чергуються, створюючи докори сумління, розчарування у своїх помилкових ідеалах. (Мен-Бет, Містер Гайд, Ящір, Убивця Крок, Король акул, Огида, Бібоп і Рокстеді)
- Демон — народжений в оплоті зла, він нездатний приймати добро і тому вважає людство та інших нижчими, марними формами життя. (Зецу, Чорне серце, Мефісто, Суртур)
- Машина для вбивства — робот-, або кіборг-вбивця. Нездатний відчувати емоції, він запрограмований на знищення усього і всіх на своєму шляху. Створюються як зброя для боротьби з супергероєм і знищення машини є його метою. (Термінатори, Генерал Грівус, Дарт Вейдер, Метал Сонік, репліканти, Альтрон, Металло, далеки, кіберлюди)
- Хижак — безжальне створіння, що повинне полювати задля задоволення, або власного виживання. Ним керує потреба в їжі. Зазвичай не володіє особистістю, прирівнюючись до тварини. (хижаки, ксеноморфи, зомбі, перевертні, вампіри, Кракен та інші монстри)
- Найманець — основною мотивацією є грошова чи інша винагорода. Такий герой часто може зрадити свого клієнта у разі поразки. (Електро, Боба Фетт, Дедшот, Дезстроук, Піщана людина)
- Благородний — персонаж, що вважається лиходієм, але його мета є благородною, хоча методи її досягання можуть бути надто ризикованими і жорстокими. Наприклад, Танос з кіновсесвіту Marvel прагнув врятувати Всесвіт від перенаселення, що раніше погубило його рідну планету. (Ра'с аль Гул, Учіха Ітачі, Северус Снейп, Магнето, Генерал Зод)
- Психопат — божевільний, що не здатний контролювати жагу до вбивства чи злочинів. (Джокер, Карнідж, Фредді Крюгер, Ганнібал Лектер)
- Послідовник — не зважаючи на власну могутність, такий персонаж є слугою більш впливового лиходія. Відрізняється від найманця тим, що вірність не мотивована грошима. Багато лиходіїв спершу були чиїмись слугами, перш ніж стати повноправними ворогами. (Хошіґакі Кісаме, Конан, Дарт Мол, Гарлі Квінн)
- Суперник — повний антипод протагоніста, що прагне побороти його, щоб довести свою досконалість. Зазвичай має ті ж здібності, що й герой. (Шаблезубий, Огида, Бізарро, Залізний торговець, Веном, Локі)
- Надістота — уособлює фундаментальні сили Всесвіту. Такий лиходій керується метою, розуміння якої непідвладне звичайній людині. Не має моралі чи характеру, може діяти задля рівноваги у світі. (Ґалактус, Юнікрон, Абраксас, Антимонітор)

## Список 20 найкращих суперлиходіїв за версієюImagine Games Network[3]
| Місце | Ім'я           | Перша поява                     | Дата появи    | Видавець      |
| ----- | -------------- | ------------------------------- | ------------- | ------------- |
| 1     | Джокер         | Batman #1                       | квітень 1940  | DC Comics     |
| 2     | Магнето        | X-Men #1                        | вересень 1963 | Marvel Comics |
| 3     | Доктор Дум     | Fantastic Four #5               | липень 1965   | Marvel Comics |
| 4     | Лекс Лютор     | Action Comics #23               | квітень 1940  | DC Comics     |
| 5     | Галактус       | Fantastic Four #48              | березень 1965 | Marvel Comics |
| 6     | Дарксайд       | Superman's Pal Jimmy Olsen #134 | листопад 1971 | DC Comics     |
| 7     | Ра'с аль Гул   | Batman #232                     | червень 1971  | DC Comics     |
| 8     | Локі           | Journey into Mystery #85        | жовтень 1962  | Marvel Comics |
| 9     | Темний Фенікс  | Uncanny X-Men #101              | жовтень 1976  | Marvel Comics |
| 10    | Кінґпін        | The Amazing Spider-Man #50      | липень 1967   | Marvel Comics |
| 11    | Жінка-кішка    | Batman #1                       | квітень 1940  | DC Comics     |
| 12    | Дволикий       | Detective Comics #66            | серпень 1942  | DC Comics     |
| 13    | Норман Озборн  | The Amazing Spider-Man #14      | липень 1964   | Marvel Comics |
| 14    | Червоний череп | Captain America Comics #7       | жовтень 1941  | Marvel Comics |
| 15    | Сінестро       | Green Lantern (vol.2) #7        | серпень 1961  | DC Comics     |
| 16    | Чорний Адам    | The Marvel Family #1            | грудень 1945  | DC Comics     |
| 17    | Брейніак       | Action Comics #242              | липень 1958   | DC Comics     |
| 18    | Містік         | Ms. Marvel #16                  | травень 1978  | Marvel Comics |
| 19    | Джаггернаут    | X-Men #12                       | липень 1965   | Marvel Comics |
| 20    | Мічений        | Daredevil #131                  | березень 1976 | Marvel Comics |

Також серед відомих суперлиходіїв, що розмістилися у сотні найкращих можна виділити:
Веном (22), Альтрон (23), Апокаліпсис (24), Бізарро (25), Капітан Холод (27), Доктор Восьминіг (28), Генерал Зод (30), Шреддер (39), Барон Земо (40), Монґул (41), Гарлі Квінн (45), Танос (47), Страхопудало (58), Загадник (59), Канг Завойовник (65), Проповідник (66), Містер Фріз (67), Вільям Страйкер (70), Мандарин (81), Доктор Світло (84), Містеріо (85), Хантер Роуз (88), Карнідж (90), Насильник (97), Фінг Фам Фум (99) та МОДОК (100).